# Li Ang
Li Ang (chiń. 李昂, ur. 15 września 1993 w Peixian) – chiński piłkarz grający na pozycji środkowego obrońcy. Jest wychowankiem klubu Jiangsu Suning.

## Kariera piłkarska
Swoją karierę piłkarską Li Ang rozpoczął w klubie Jiangsu Suning. W 2014 roku awansował do pierwszego zespołu. W Super League swój debiut zaliczył 8 marca 2014 w zremisowanym 0:0 domowym meczu z Beijing Renhe. W 2015 roku zdobył z Jiangsu Suning Puchar Chin.
| Sezon | Klub                    | Kraj  | Rozgrywki    | Mecze | Gole |
| ----- | ----------------------- | ----- | ------------ | ----- | ---- |
| 2014  | Jiangsu Guoxin-Shuntian | Chiny | Super League | 27    | 1    |
| 2015  | Jiangsu Guoxin-Shuntian | Chiny | Super League | 23    | 3    |
| 2016  | Jiangsu Suning          | Chiny | Super League |       |      |

## Kariera reprezentacyjna
W reprezentacji Chin Li Ang zadebiutował 13 grudnia 2014 roku w wygranym 4:0 towarzyskim meczu z Kirgistanem. W 2015 roku został powołany do kadry Chin na Puchar Azji 2015. Był na nim rezerwowym i nie rozegrał żadnego meczu.